# John Kirk
John Kirk, född 19 december 1832 i Barry i Angus i Skottland, död 15 januari 1922, var en skotsk läkare, naturforskare, kompanjon till upptäcktsresande David Livingstone och brittisk administratör i Zanzibar. Han föddes i Barry nära Arbroath i Skottland och är begravd i Sevenoaks i Kent i England. Han tog sin läkarexamen vid Edinburghs universitet. Han var en ihärdig botaniker genom hela sitt liv och var högt ansedd av efterföljande direktörer över Royal Botanic Gardens i Kew, såsom William Jackson Hooker, Joseph Dalton Hooker och William Thistleton-Dyer.
Efter Livingstons död förband sig Kirk att fortsätta med Livingstons arbete att få slut på den östafrikanska slavhandeln. I flera år förhandlade han med Zanzibars regent, Sayyid Barghash ibn Said, och lovade att hjälpa till att berika det östafrikanska landsområdet genom rättmätig handel. Sultanen förbjöd slavhandel 1873 och 1885 var regionen större och mer vinstgivande. Kirk tvingades dock efter Berlinkonferensen av den brittiska regeringen som brittisk konsul att släppa sultanen som en del av kapplöpningen om Afrika.